# 宮下恭子
宮下 恭子（みやした きょうこ）は、日本の教育学者。

## 人物
- 奈良女子大学文学修士卒業

### 研究分野
- 科学教育
- 教育工学

### 専門
- 1984年幼児の運動能力に及ぼす生活環境要因の検討
- 1988年フレーベル運動遊戯による舞踊の円環的遊戯を中心に
- 2001年幼児のポディコンタクトを伴う遊びに関する研究学生のボディコンタクトに関する意識調査を中心として
- 2002年幼児のポディコンタクトを伴う遊びに関する研究Ⅱ親のポディコンタクトに関する意識調査を中心として
- 2003年親子のポディコンタクトや遊びが園児の友達づくりに及ぼす影響について
- 2003年幼児の運動能力と生活に及びあそびとの関係
- 2005年保育専攻学生の表現ダンスに対する意識とその学習における自己評価東京成徳短期大学紀要第38号

## 出版物
- 1987年女性の健康と体力三和書房
- 2003年幼児教育リーディングズ北大路書房
- 2009年『保育内容｢健康｣』編著大学図書出版
- 2009年『子どもの運動・表現遊び』編著大学図書出版
- 2013年『（新版）保育内容「健康」』編著大学図書出版

## 論文
- 2011年3月学生のダンスや身体表現の意識や自己評価に関する研究（東京成徳短期大学紀要第 44 号
- 2011年12月親子の運動遊びに関する一考察―「わくわく親子体操」の実践から―日本乳幼児教育学会第 21 回大会研究発表論文誌
- 2012年9月親子体操の実践的研究（日本幼児体育学会第 8 回大会 講演要旨・研究発表抄録集 2012
- 2017年3月学生の健康･体力に関する調査研究 池坊短期大学紀要

## 所属学協会
- 日本保育学会
- 日本体育大学会

## 赴任した大学
- 東京成徳短期大学
- 立命館大学

など
- 2015年-2017年まで池坊短期大学幼児保育学科教授
- 2018年から大阪成蹊短期大学幼児保育学科教授